# Parafia Najświętszej Maryi Panny Królowej Polski w Ostrówku
Parafia pw. Najświętszej Maryi Panny Królowej Polski w Ostrówku – parafia rzymskokatolicka, należąca do dekanatu Łochów, diecezji drohiczyńskiej, metropolii białostockiej. 

## Obszar parafii
W granicach parafii znajdują się miejscowości: 
- Łojew,
- Majdan
- Ostrówek.